# 北港車站
北港車站是臺灣糖業股份有限公司北港線（已廢止）的車站，位於雲林縣北港鎮，於明治44年（1911年）5月28日開業，營業里程從虎尾起算的27.1公里，由嘉義起算的18.8公里。

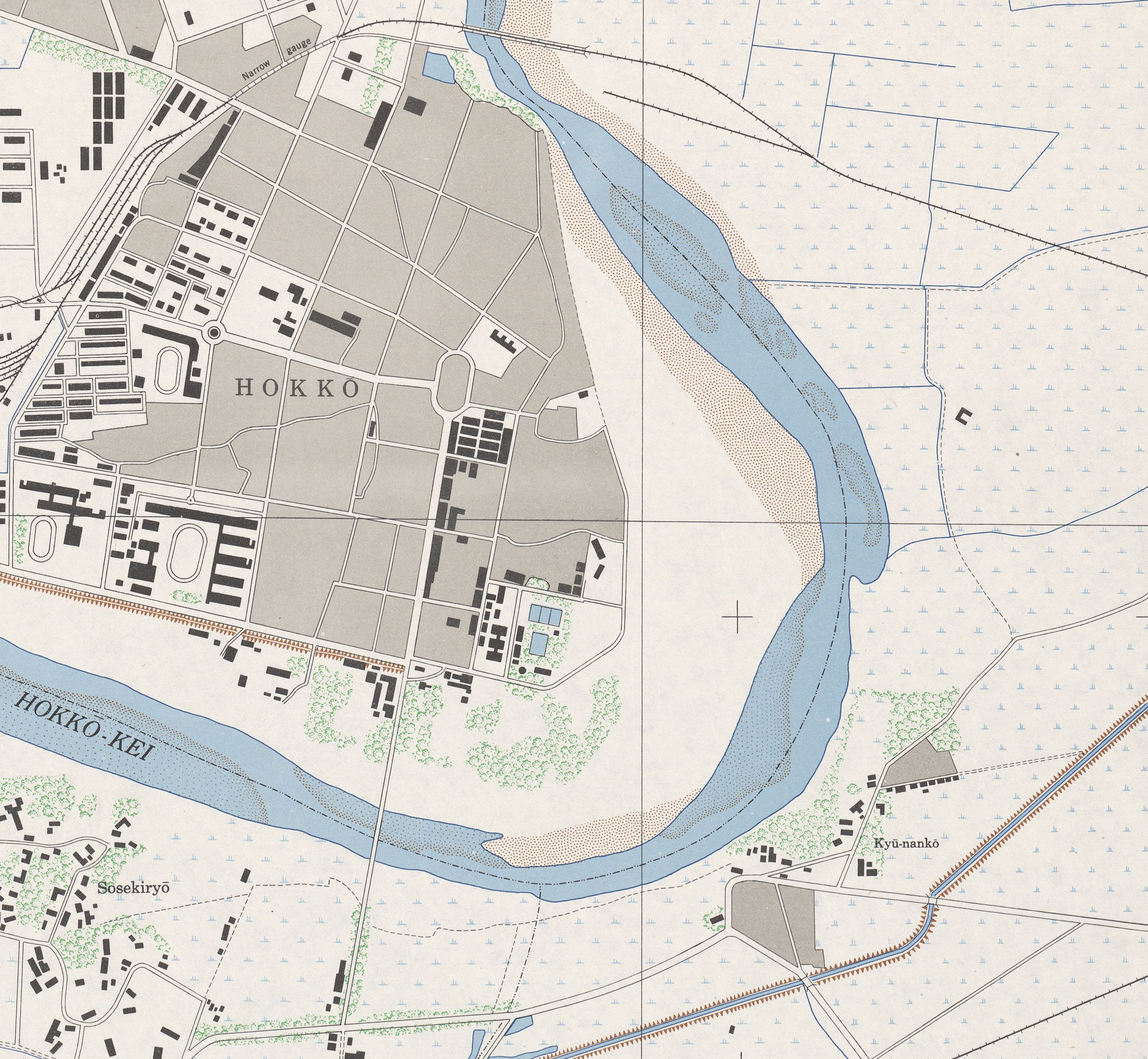
二戰時北港（本圖的Hokko）地圖：可見北港溪橋、北港車站股道；圖右下為原料線崙仔線

## 歷史
- 1911年5月28日，隨大日本製糖北港線（五間厝=北港）通車而啟用。
- 1911年8月30日，北港製糖嘉義線（嘉義=北港）通車，在1915年讓予東洋製糖。
- 1927年7月，東洋製糖併入大日本製糖，隨後開始進行路線整併、車站合一的工程。
- 1942年，北港=灣仔內間北港溪橋遭沖毀，後在東石郡六腳庄崙仔（今六腳鄉崙陽村）建假北港臨時乘降場應急，戰後稱為南北港。*1945年，日本投降後，所有糖業鐵路由台糖接收。
- 1951年，北港溪橋修復完畢，並再定名為復興鐵橋。南北港站廢止。
- 1972年，虎尾=北港客運廢止。
- 1982年8月17日，全線客運廢止，本站廢站。

## 現況
廢站後，因當時對於保存並不重視，早已遭拆除。

## 外部連結
- 北港線（虎尾─北港）-1972停止客運（页面存档备份，存于）